# Luetzelburgia guaissara
Luetzelburgia guaissara là một loài thực vật có hoa trong họ Đậu. Loài này được Toledo miêu tả khoa học đầu tiên.